# Mimaramuseet
Mimaramuseet (kroatiska: Muzej Mimara), officiellt Ante och Wiltrud Topić Mimaras konstsamling - Mimaramuseet (Zbirka umjetnina Ante i Wiltrud Topić Mimara - Muzej Mimara), är ett konstmuseum i Zagreb, Kroatien. Det ligger vid Roosevelts torg (Rooseveltov trg) och hyser mer än 3 700 konstverk och 1 500 utställningsföremål från förhistorisk tid fram till 1920-tal. Museet ligger i en nyrenässansbyggnad från 1898 och öppnade 1987 för att härbärgera de konstsamlingar som donerats till staden Zagreb av affärsmannen, samlaren och konservatorn Ante Topić Mimara och hans hustru Wiltrud Mimara.  

## Museet
Museiföremålen visas i kronologisk ordning från förhistorisk till modern tid. Den arkeologiska avdelningen innehåller fynd från bland annat det gamla Egypten, Mesopotamien, Persien och Fjärran Östern.
Ikonsamlingen omfattar ikoner från bland annat Ryssland, Palestina och Mindre Asien.  
Omkring 1 000 föremål och möbler ger en översikt av europeiskt konsthantverk från medeltiden till 1800-talet.

## Byggnaden
Byggnaden uppfördes i nyrenässansstil i slutet av 1800-talet efter ritningar av de tyska arkitekterna Robert Ludwig och Alfred Hülssner som tog intryck av politikern och historikern Izidor Kršnjavis idéer om den nya byggnadens utseende. Uppförandet av byggnaden, som var tänkt att tjäna som ett gymnasium, invigdes av den österrikisk-ungerske kejsaren Frans Josef I och stod färdig 1898.